# Fuentes de León
Fuentes de León este un oraș din Spania, situat în provincia Badajoz din comunitatea autonomă Extremadura. Are o populație de 2.643 de locuitori.
1. ↑  Nomenclátor Geográfico de Municipios y Entidades de Población (20240402 edition)
2. ↑   https://www.tentudiadirecto.com/local/2023-05-28/comarca/ciudad/5855/28m-fuentesdeleon-pp-6-psoe-5-ana-fernandez-salguero-nueva-alcaldesa-de-fuentes-de-leon.html Lipsește sau este vid: |title= (ajutor)
3. ↑   https://www.dip-badajoz.es/municipios/municipio_dinamico/inicio/index_inicio.php?codigo=57 Lipsește sau este vid: |title= (ajutor)